# Holonuncia
Holonuncia – rodzaj kosarzy z podrzędu Laniatores i rodziny Triaenonychidae. Gatunkiem typowym jest H. cavernicola

## Występowanie
Przedstawiciele rodzaju zamieszkują wschodnią Australię.

## Systematyka
Opisano 13 gatunków należących do tego rodzaju:
- Holonuncia cavernicola Forster, 1955
- Holonuncia dewae G. S. Hunt, 1992
- Holonuncia dispar G. S. Hunt, 1992
- Holonuncia enigma G. S. Hunt, 1992
- Holonuncia francesae G. S. Hunt, 1992
- Holonuncia hamiltonsmithi G. S. Hunt, 1992
- Holonuncia kaputarensis G. S. Hunt, 1992
- Holonuncia katoomba G. S. Hunt, 1992
- Holonuncia recta G. S. Hunt, 1992
- Holonuncia seriata (Roewer, 1914)
- Holonuncia sussa G. S. Hunt, 1992
- Holonuncia tuberculata (Roewer, 1915)
- Holonuncia weejasperensis G. S. Hunt, 1992